# Johann August von Starck

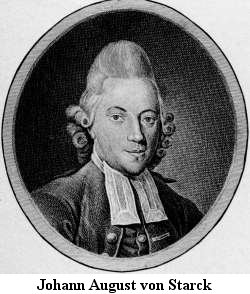

Johann August von Starck (* 28. Oktober 1741 in Schwerin; † 3. März 1816 in Darmstadt) war ein deutscher Schriftsteller, Freimaurer, lutherischer Theologe und Generalsuperintendent zu Königsberg in Preußen (1776–1777). Zeitweilig eine führende Gestalt der Freimaurerei, stand diese neben kirchengeschichtlichen Arbeiten im Zentrum seines schriftstellerischen Schaffens.

## Leben
Starck war ein Sohn des Predigers am Schweriner Dom Samuel Christfried Starck (1688–1769). Er studierte Theologie und Orientalistik an der Universität Göttingen unter Johann David Michaelis, von dem er sich jedoch später abwandte. Als er 1761 seine Studien begann, wurde er in eine Freimaurerloge in Göttingen aufgenommen. 1763 verschaffte ihm Anton Friedrich Büsching, den er in Göttingen kennengelernt hatte, einen Posten als Lehrer für alte Geschichte und Orientalistik in St. Petersburg, obwohl er sein Studium noch nicht abgeschlossen hatte. Der Magistergrad wurde ihm 1766 in absentia verliehen.
In St. Petersburg lernte Starck einen Grafen Peter Melesino oder Melissino (1726–1797) kennen, der griechischer Herkunft und Generalleutnant der Kaiserlichen Russischen Armee war. Dessen Freimaurerloge arbeitete nach einem Hochgradsystem, das angeblich auf den Templerorden zurückging, der wiederum das Geheimwissen der alten Juden und Ägypter erhalten haben sollte. Starck schloss sich dieser Richtung und später der Strikten Observanz Karl Gotthelfs von Hund und Altengrotkau an. In Wismar, wo er von 1766 bis 1768 Konrektor des Gymnasiums war, war er im Februar 1767 Mitbegründer einer Loge der Strikten Observanz.
1768 kehrte er vermutlich in Freimaurerangelegenheiten nach St. Petersburg zurück und ließ sich am 28. September 1769 in Königsberg nieder, wo er ein Nachbar Immanuel Kants war. Beide wohnten in Räumen des Buchhändlers Kanter, dem Starck anscheinend keine Miete zu zahlen brauchte.
Seit dem Sommersemester 1770 lehrte Starck zunächst als außerordentlicher Professor für Orientalistik an der Königsberger Universität und erhielt bald den dortigen Lehrstuhl für Logik und Metaphysik. Im selben Jahr wurde er zum zweiten Hofkaplan ernannt. 1773 erhielt er ein Doktorat für Theologie, was nachträglich seine Einsetzung als vierter Professor dieser Fakultät im Jahr zuvor rechtfertigte. Im Herbst 1773 gab er den Philosophielehrstuhl auf.
Im April 1774 heiratete er Maria Albertine Schultz, die jüngste Tochter des verstorbenen Generalsuperintendenten Franz Albert Schultz. 1776 wurde er Haupthofkaplan, dritter Professor der Theologie und Generalsuperintendent sowie qua diesem Amt Vorsitzender des lutherischen Preußischen Konsistoriums zu Königsberg, der regionalen Kirchenbehörde des Lutherischen Oberkonsistoriums zu Berlin, das für die gesamte Monarchie zuständig war. Zu den Aufgaben der Königsberger Generalsuperintendentur gehörte auch die Aufsicht über die ostpreußischen Schulen. Sein direkter Vorgänger war Generalsuperintendent Daniel Heinrich Arnoldt, sein Nachfolger Johann Ernst Schulz.
1777 verließ Starck Preußen und ging an die Academia Petrina nach Mitau, damals die Hauptstadt von Herzogtum Kurland und Semgallen und ein Zentrum der Freimaurerei, gegenüber deren bloß politisch motivierten Brüdern sowie den bloß Geselligkeit suchenden er eine wachsende Entfremdung fühlte. Aufgrund seiner Ansichten und möglicherweise auch seiner Persönlichkeit wurde er in Mitau bald unbeliebt und siedelte 1781 nach Darmstadt über, wo er den Rest seines Lebens als Hofkaplan und Generalsuperintendent für die Schulen von Gießen und Darmstadt zubrachte.
1785 wurde ihm von Friedrich Nicolai unterstellt, im Geheimen Katholik zu sein; ein deshalb angestrengtes Verleumdungserfahren gewann Starck.
1811 wurde er in den Freiherrnstand erhoben. Da seine Ehe mit Maria Albertine kinderlos geblieben war, adoptierte er im Jahre 1812 zwei männliche Verwandte seiner Frau, Karl Rinck von Starck und Gustav von Starck. Er starb am 3. März 1816.

## Schriften und Ansichten
Am Anfang seiner Karriere zeigte Starck eine deistische Auffassung, die geeignet war, doktrinäre Gegensätze zu überbrücken. In seiner anonym erschienenen „Apologie des Ordens der Freymaurer“ (1770) argumentierte er, dass die Weisheit der eleusinischen Mysterien, der Freimaurerei und des Christentums im Wesentlichen eins sei.
Sein „Hephästion“ (1775) führte einige Aspekte des Christentums auf heidnische Wurzeln zurück und wurde deswegen scharf angefeindet, etwa von Georg Christoph Pisanski, der einen „Antihephästion“ schrieb.
In der Zeit der Französischen Revolution wandte Starck sich dem Reformkonservativismus zu. In der Zeitschrift Eudämonia war er führend an der Verbreitung der Verschwörungstheorie beteiligt, die die Ursache der Französischen Revolution im Wirken der Aufklärungs-Philosophen, der Freimaurer und Illuminaten sah.
Mit den „Freymüthigen Betrachtungen über das Christenthum“ begann Starck 1780 eine Wende zu einer konservativeren Theologie, die in dem vielgelesenen „Triumph der Philosophie im achtzehnten Jahrhunderte“ (1803) ihren Abschluss fand. In diesem Werk, das teilweise von Augustin Barruels 1797/98 erschienenen „Denkwürdigkeiten zur Geschichte des Jakobinismus“ inspiriert war, machte er „Philosophismus“ (d. h. die Aufklärung) und die politisierte Freimaurerei für den Verfall der Religion und alle Missstände seiner Zeit verantwortlich.
In seinem Briefwechsel mit dem Zürcher Freimaurer Diethelm Lavater betonte Starck aber bis zu seinem Lebensende, dass er Freimaurer geblieben sei. 1809 schrieb er:

„Es sind seit jener Zeit wie in der politischen Welt also auch im Orden, allerlei grosse Veränderungen vorgefallen: eine Szene hat mit der anderen abgewechselt, und es sind nun schon 32 Jahre, dass ich mich von allem ganz zurückgezogen habe, und an allem, was vorgenommen wird und noch werden wird, keinen andern Anteil nahm, als dass ich zusehe, wie man das ausgeblasene Ei bald so, bald anders färbt und damit spielt, es auch wohl dazu braucht, wozu es am wenigsten gebraucht werden sollte. Bei dem allem sind aber meine Überzeugungen von der Sache selbst dieselbigen, die sie damals waren und werden es auch immer bleiben. Die Wahrheit, mein verehrtester Freund und Bruder, ist nur eine und unveränderlich, und dass diese da existiert wo wir ihre Existenz zu glauben berechtigt waren, davon bin ich nach reiflicher Prüfung... vollkommen überzeugt.“

## Werke
- De Aeschylo et eius imprimis tragoedia „Prometheus vinctus“ inscripta est libellus. Göttingen 1763
- Commentationum et observationum philologico-criticarum. Königsberg 1769
- Antrittspredigt zum Hofpredigeramt. Königsberg 1770
- Apologie des Ordens der Freymaurer / Von dem Bruder **** Mitgliede der ** Schottischen Loge zu P.*. Freimaurer [Anon.] Königsberg 1770
- Dissertatio inauguralis de usu antiquarum versionum Scripturae Sacrae interpretationis subsidio. Königsberg 1773
- De tralatitiis et gentilismo in religionem christianam liber singularis. Königsberg 1774
- Hephästion, Königsberg 1775
- Antrittspredigt zum Oberhofpredigeramt. Königsberg 1776
- Neujahrs- und Abschiedspredigt. Königsberg 1777
- Geschichte der christlichen Kirche des ersten Jahrhunderts. Berlin und Leipzig 1779/80
- Freymüthige Betrachtungen über das Christenthum [Anon.] Berlin 1780
- Ueber den Zweck und Nutzen des Freymaurerordens [Anon.] Berlin 1781
- Ueber die alten und neuen Mysterien. Berlin 1782
- Versuch einer Geschichte des Arianismus. Berlin 1783–85
- Saint Nicaise, oder eine Sammlung merkwürdiger maurerischer Briefe, für Freymaurer und die es nicht sind [Anon.] Frankfurt am Main 1785
- Wahrhafte Begebenheiten einiger Brüder Freymaurer, die sich durch ein falsches Licht blenden ließen, und endlich zur wahren Erkenntniss gelangten. Von ihnen selbst in Briefen an ihre Freunde geschrieben, 1786
- Ueber Krypto-Katholicismus, Proselytenmacherey, Jesuitismus, geheime Gesellschaften und besonders die ihm selbst von den Verfassern der Berliner Monatsschrift gemachte Beschuldigungen, mit Acten-Stücken belegt. Frankfurt am Main und Leipzig 1787
- Auch Etwas, wider das Etwas der Frau von der Recke über des Oberhofprediger Starcks Vertheidigungsschrift. Leipzig 1788
- Beleuchtung der letzten Anstrengung des Herrn Kessler von Sprengseysen, seine verehrungswürdigen Obern, die Berliner und sich selbst vor aller Welt zu vertheidigen. Nebst einigen Erwägungen, das neue Betragen der Berliner betreffend. Leipzig 1788
- Christian Nicolai Buchführers zu Bebenhausen in Schwaben.  Wichtige Entdeckungen auf einer gelehrten Reise durch Deutschland, und aus Eifer für die christliche, vornehmlich evangelische Kirche durch den Druck bekannt gemacht [Anon.]. Dessau und Leipzig 1788
- Dokumentirter Anti-Wehrt, nebst einer kurzen Abfertigung der drey Berliner und des Herrn Carl von Sacken. Frankfurt am Main und Leipzig 1789
- Apologismus an das bessere Publikum. Halle und Leipzig 1789
- Geschichte der Taufe und Taufgesinnten. Leipzig 1789
- Der Triumph der Philosophie im achtzehnten Jahrhunderte [Anon.] Frankfurt am Main 1803
- Theoduls Gastmahl, oder über die Vereinigung der verschiedenen christlichen Religions Societäten [Anon.] Frankfurt am Main 1809
- Theoduls Briefwechsel. Seitenstück zu Theoduls Gastmahl [Anon.] Frankfurt am Main 1828